# Urva (род)
Urva је род који обухвата азијске мунгосе из потпородице Herpestinae у оквиру породице мунгоса (Herpestidae).
Врсте овог рода су раније биле смештене у род Herpestes, за који се сада сматра да се састоји искључиво од афричких врста. Према молекуларно генетичким резултатима, Urva чини монофилетску групу са родовима Xenogale и Atilax, док Herpestes формира групу са свим другим врстама афричких мунгоса.
Фосилни узорак јединке Urva, тј. горњи кутњак, ископан је у долини реке Иравади у централном Мјанмару и процењује се да датира из периода касног плиоцена.
Род је 1837. године дефинисао енглески етнолог и природњак Брајан Хотон Хоџсон у чланку о новој врсти месождера објављеном у The Journal of the Asiatic Society of Bengal. Назив Urva је установио Хоџсон 1836. године, користећи га као специфичну номенклатуру за врсту мунгоса која се прехрањује раковима, познату као "мунгос ракојед". Овај назив је у наредној години постао генерички назив. Врсте рода Urva имају широку распрострањеност од Арабијског полуострва до индонежанског острва Јава. Мали индијски мунгос (U. auropunctata) је уведен на неколико острва крајем 19. века, где је постао инвазивна врста.

## Карактеристике
Као и сви мунгоси, мунгоси врста Urva су мали до средње велики сисари месоједи са дугим, витким телима и релативно кратким ногама. Крзно је обично обојено у чврсту сиву или браон боју. Дужина тела (без репа) је 25–55,8 центиметара, дужина репа 17,2–47 центиметара, дужина задњег стопала 6–10,9 центиметара, дужина ушију 1,8–3,5 центиметара ; телесна тежина 305–4000 грама; мужјаци су већи и тежи од женки.

## Врсте
Род Urva обухвата следеће врсте:
| Слика | Име                                                                | Распострањеност и IUCN статус угрожености |
| ----- | ------------------------------------------------------------------ | ----------------------------------------- |
|       | Индијски сиви мунгос (U. edwardsii) (Geoffroy Saint-Hilaire, 1818) | LC                                        |
|       | Јавански мунгос (U. javanica) (Geoffroy Saint-Hilaire, 1818)       | LC                                        |
|       | Вратопругасти мунгос (U. vitticolla) (Bennett, 1835)               | LC                                        |
|       | Мали индијски мунгос (U. auropunctata) Hodgson, 1836               | LC                                        |
|       | Мунгос ракојед (U. urva) Hodgson, 1836                             | LC                                        |
|       | Индијски црвени мунгос (U. smithii) (Gray, 1837)                   | LC                                        |
|       | Краткорепи мунгос (U. brachyura) (Gray, 1837)                      | NT                                        |
|       | Индијски смеђи мунгос (U. fusca) (Waterhouse, 1838)                | LC                                        |
|       | Огрличасти мунгос (U. semitorquata) (Gray, 1846)                   | NT                                        |